# N81EU

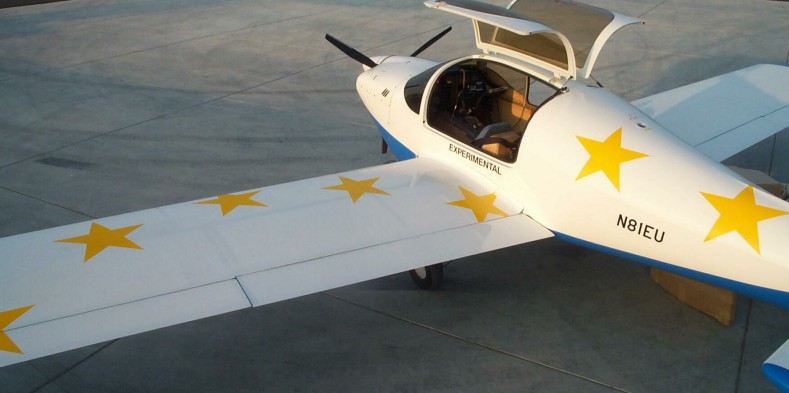
N81EU Draufsicht

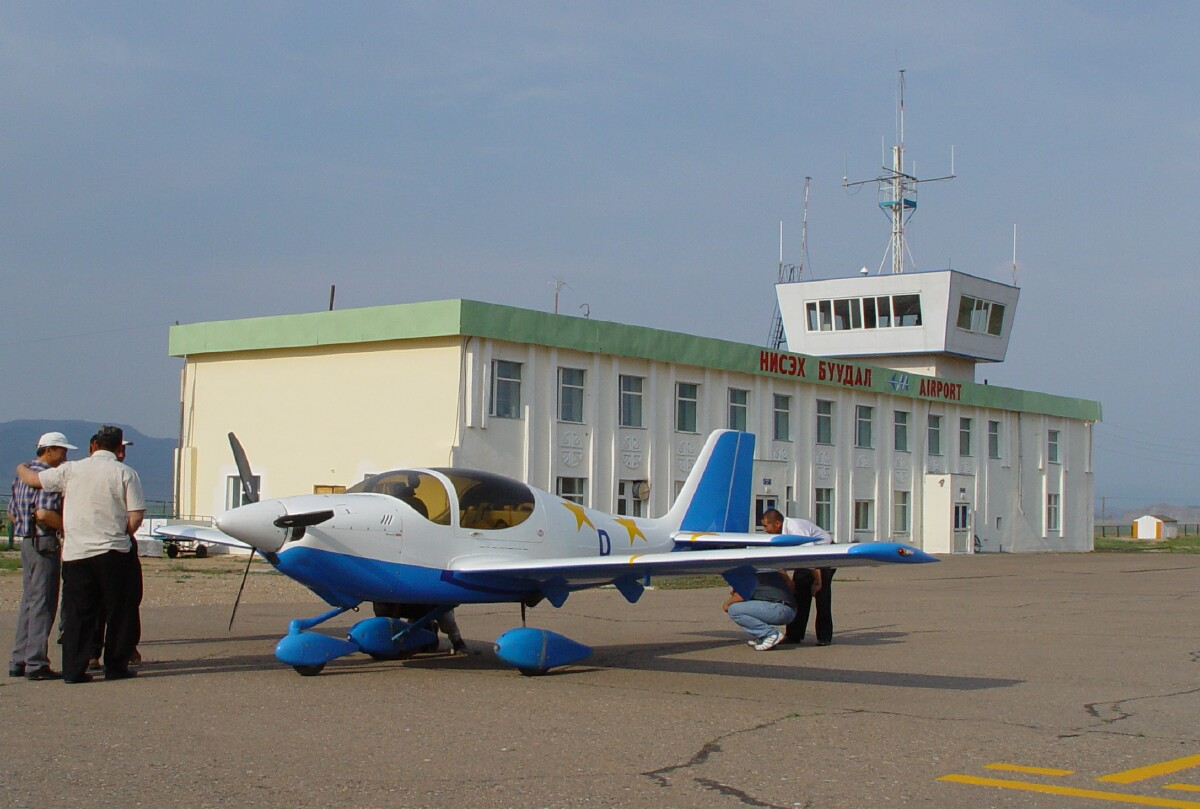
N81EU in der Westmongolei

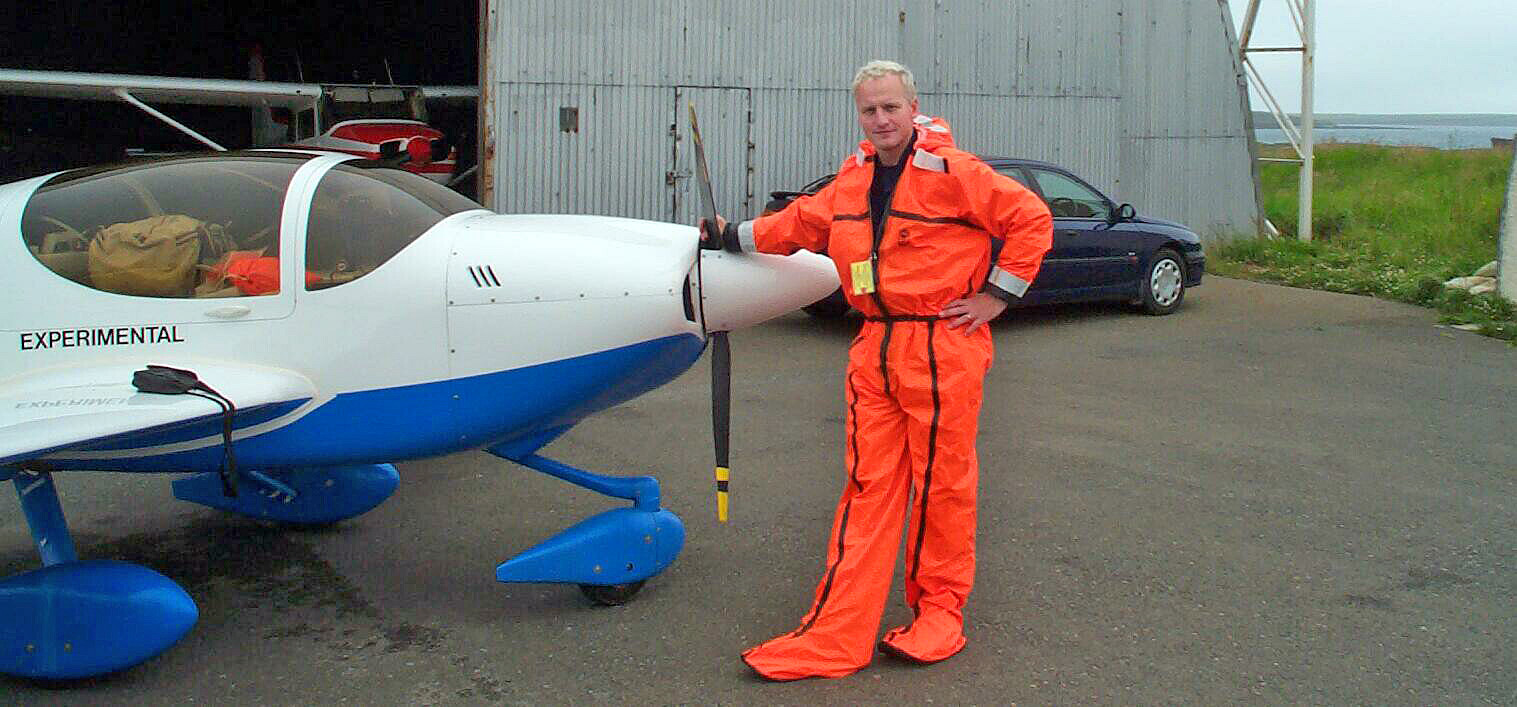
N81EU und ihr Pilot im Rettungsanzug auf den Orkney-Inseln vor der Atlantiküberquerung

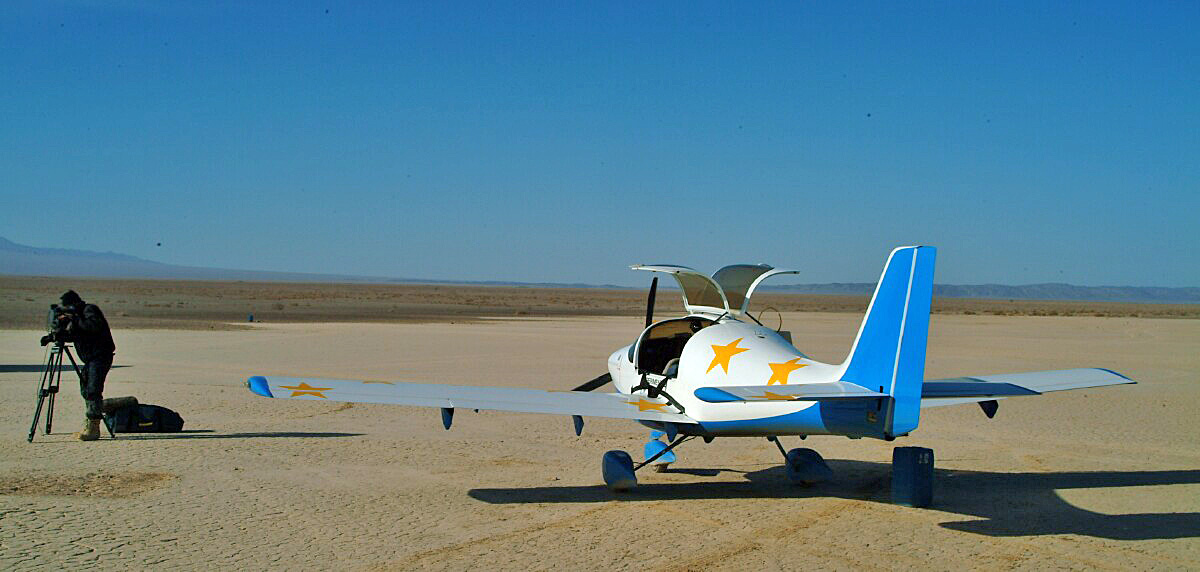
N81EU auf einem ausgetrockneten See in der Wüste Gobi

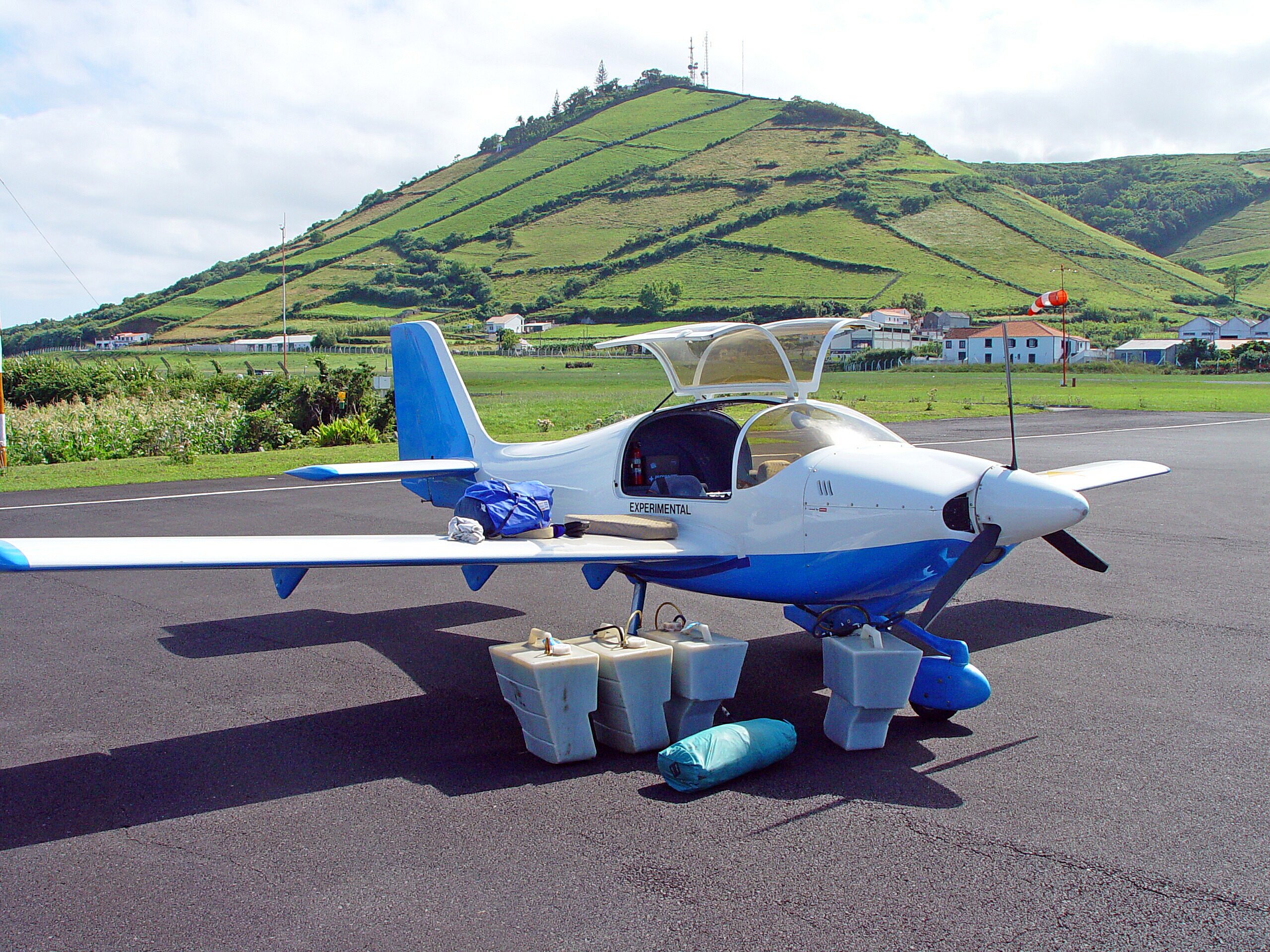
N81EU auf den Azoren während der zweiten Atlantiküberquerung

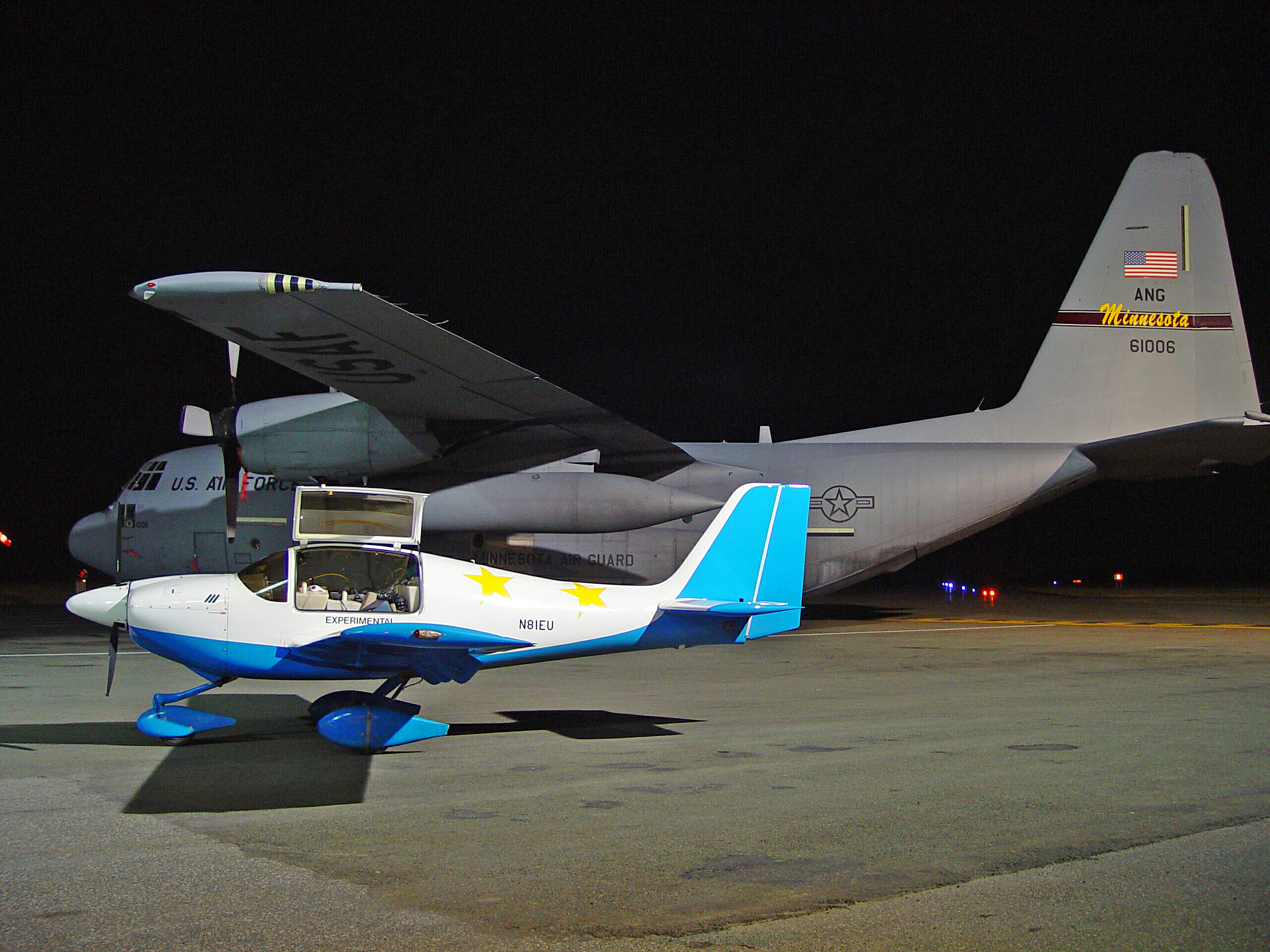
N81EU in Neufundland nach der zweiten Atlantiküberquerung

N81EU ist das Luftfahrzeugkennzeichen eines nach den Amateurbaubestimmungen der FAA gebauten und zugelassenen Leichtflugzeugs des Typs Europa XS des britischen Flugzeugbausatz-Herstellers Europa Aircraft und kennzeichnet das erste und bislang einzige von einem Deutschen gebaute und geflogene Selbstbauflugzeug, mit dem die Welt umrundet wurde.

## Geschichte
N81EU wurde von Thomas Scherer in den USA zwischen 1993 und 1997 erbaut und im September 1997 von der FAA für den Flugbetrieb zugelassen.
Das Flugzeug wiegt 360 kg und bietet Platz für zwei Personen. Während der Weltumrundung wurde der Passagierplatz für Zusatztanks genutzt. Die Reisegeschwindigkeit liegt bei 200 km/h, die Maximalgeschwindigkeit liegt bei 280 km/h. Angetrieben von einem Rotax 912 Motor hebt das Flugzeug vollbeladen nach 300 Meter Rollstrecke ab.
Im Jahr 1999 erhielt N81EU den Preis für hervorragende Bauausführung der Oskar Ursinus Vereinigung.
Anlässlich der Verlegung des Arbeitsplatzes des Piloten von Bonn nach Ulan Bator wurde nach einer Möglichkeit gesucht, das Flugzeug auf eigener Fläche in die Mongolei zu fliegen. Aufgrund des Status „experimental“ und des Mathias-Rust-Zwischenfalls verweigerte die russische Luftfahrtbehörde den Überflug. Da die Mongolei lediglich an Russland und China grenzt, musste somit aus China eingeflogen werden.
Die politische Lage in den Ländern Pakistan, Indien und Burma schloss die südöstliche Streckenführung aus. Der Pilot beschloss, N81EU über den Atlantik nach Nordamerika und nach dessen Überquerung nonstop über den Pazifik nach Japan zu fliegen. Von dort sollte der Flug nach China und die Mongolei fortgesetzt werden.

## Die Weltumrundung
Am 22. Juli 2000 startete N81EU vom Flugplatz Bonn-Hangelar und erreichte nach kurzem Flug Epinal in Frankreich zur Teilnahme am dortigen Fliegertreffen. Am Folgetag wurden die Orkney-Inseln im Norden der britischen Inseln erreicht. Tags darauf flog N81EU nach Reykjavík auf Island. Dort parkte N81EU zum ersten Mal unter der Mitternachtssonne und flog am nächsten Tag in über zehn Stunden nach Narsarsuaq auf Grönland. Nach einer Nacht in Narsarsuaq wurde auf der letzten Etappe mit einem elfstündigen Flug die erste Atlantiküberquerung mit der Landung in St. John’s, Neufundland, abgeschlossen.
Zwei Tage später erreichte N81EU Oshkosh, wo gerade das jährliche Treffen der EAA stattfand. Der Pilot stand mit zwölf anderen Piloten, die die Welt im Selbstbauflugzeug umrundet hatten, auf der Bühne.
Nach kurzer Pause flog N81EU dem Alaska Highway folgend über Anchorage nach Nome in Alaska. Damit war die Beringstraße erreicht und ein erneuter Versuch wurde unternommen, eine russische Überfluggenehmigung für Sibirien zu erhalten.
Nach der endgültigen Ablehnung flog N81EU nach Anchorage zurück und wurde dort in einem Hangar untergebracht.
Im Sommer 2001 wurde N81EU technisch erweitert: der Zusatztank wurde verdoppelt und ein Verstellpropeller montiert. Am 28. August 2001 startete N81EU von Anchorage nach Cold Bay auf den Aleuten. Wetterbedingt wurden am Folgetag lediglich 154 nautische Meilen zurückgelegt mit Landung in Unalaska. Als Nächstes wurde die als Militärbasis genutzte letzte Aleuteninsel Shemya erreicht.
Nach Übernachtung und Einholung der meteorologischen Daten wurde der mit 20 Stunden längste Nonstopflug angetreten. Die Landung in Sapporo erfolgte am 2. September 2001 um 13:20 GMT mit verbleibendem Tankfüllung für 45 Minuten Flug in Reisegeschwindigkeit. Für diesen Flug waren 258 Liter Superbenzin getankt worden. Im Reiseflug verbraucht der Rotax 912 Viertaktmotor 10 Liter/Std.
Am 3. September 2001 flog N81EU von Sapporo nach Komatsu, Japan, von wo sie zwei Tage später nach Dalian in China flog. Die Landung auf der Militärbasis in Komatsu wurde durch ein massives Gewitter erzwungen. Die zweite große Etappe der Weltumrundung endete zwei Tage danach mit einer Nachtlandung in Ulan Bator.
Während des Aufenthaltes in der Mongolei wurde N81EU für verschiedene TV-Aufnahmen genutzt, u. a. durch das ZDF mit Joachim Holtz in Abenteuer Mongolei.
Im Jahr 2003 wurde der Pilot Thomas Scherer von Ulan Bator nach Los Angeles versetzt. N81EU flog über Kasachstan, Aserbaidschan, Türkei und Rumänien nach Deutschland. Am 20. Juni 2004 landete N81EU am Ausgangsflughafen Bonn-Hangelar und hatte damit die Weltumrundung vollendet.
Besonderheiten der Weltumrundung: Solopilot und Flug in westlicher Richtung. Das berechtigt den Piloten aufgrund der windbedingt schwierigeren Westrichtung zum Führen der Earthrounder-Nadel mit zwei Sternen.
Die Gesamtstrecke betrug 47.932 km. N81EU landete in 174 Flugstunden 53 Mal in 15 verschiedenen Ländern.
Bereits am Folgetag verließ N81EU Deutschland wieder und flog über Portugal, die Azoren, Neufundland und Oshkosh weiter nach Kalifornien.
Im Januar 2013 flog N81EU von Mosbach-Lohrbach nach Jaunde, der Hauptstadt Kameruns, wo das Flugzeug derzeit (Stand September 2014) in einem Hangar untergebracht ist. Während des sechstägigen Fluges wurden die Alpen im Winter, das Mittelmeer und die Sahara überquert.

## Presse
- EAA Chapter 309 N81EU World Traveller in: October 2013 Newsletter, Seite 12
- Sara Furtwängler Im selbstgebauten Flieger nach Kamerun in: Heilbronner Stimme vom 13. Januar 2013
- Ralf Johnen: Welt-Umflieger sicher im Hafen gelandet in: Kölner Stadtanzeiger vom 21. Juni 2004